# Blastocatena pulneyensis
Blastocatena pulneyensis är en svampart som beskrevs av Subram. & Bhat 1989. Blastocatena pulneyensis ingår i släktet Blastocatena, divisionen sporsäcksvampar och riket svampar.   Inga underarter finns listade i Catalogue of Life.